# Hrachor vonný

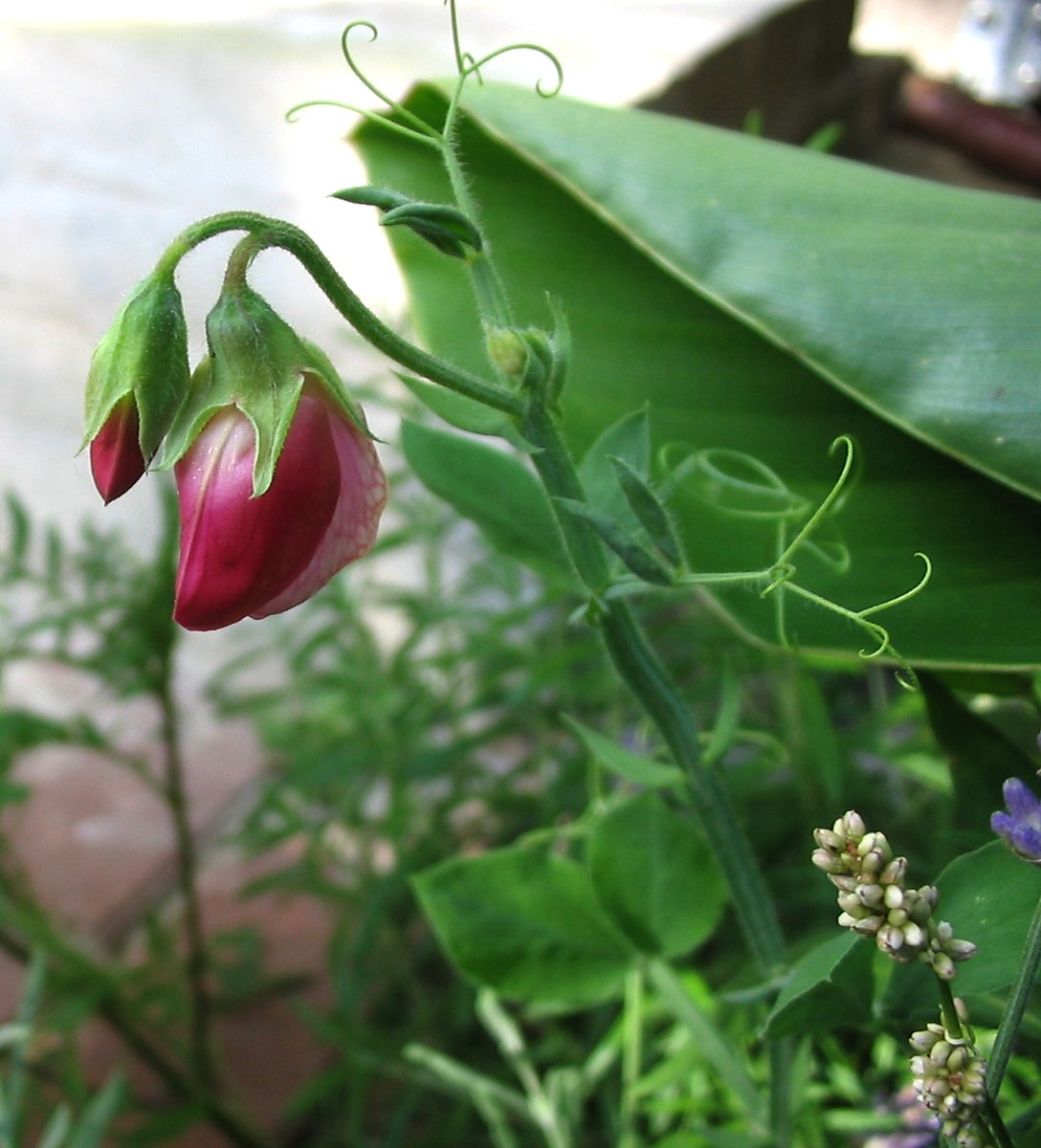
Úponky

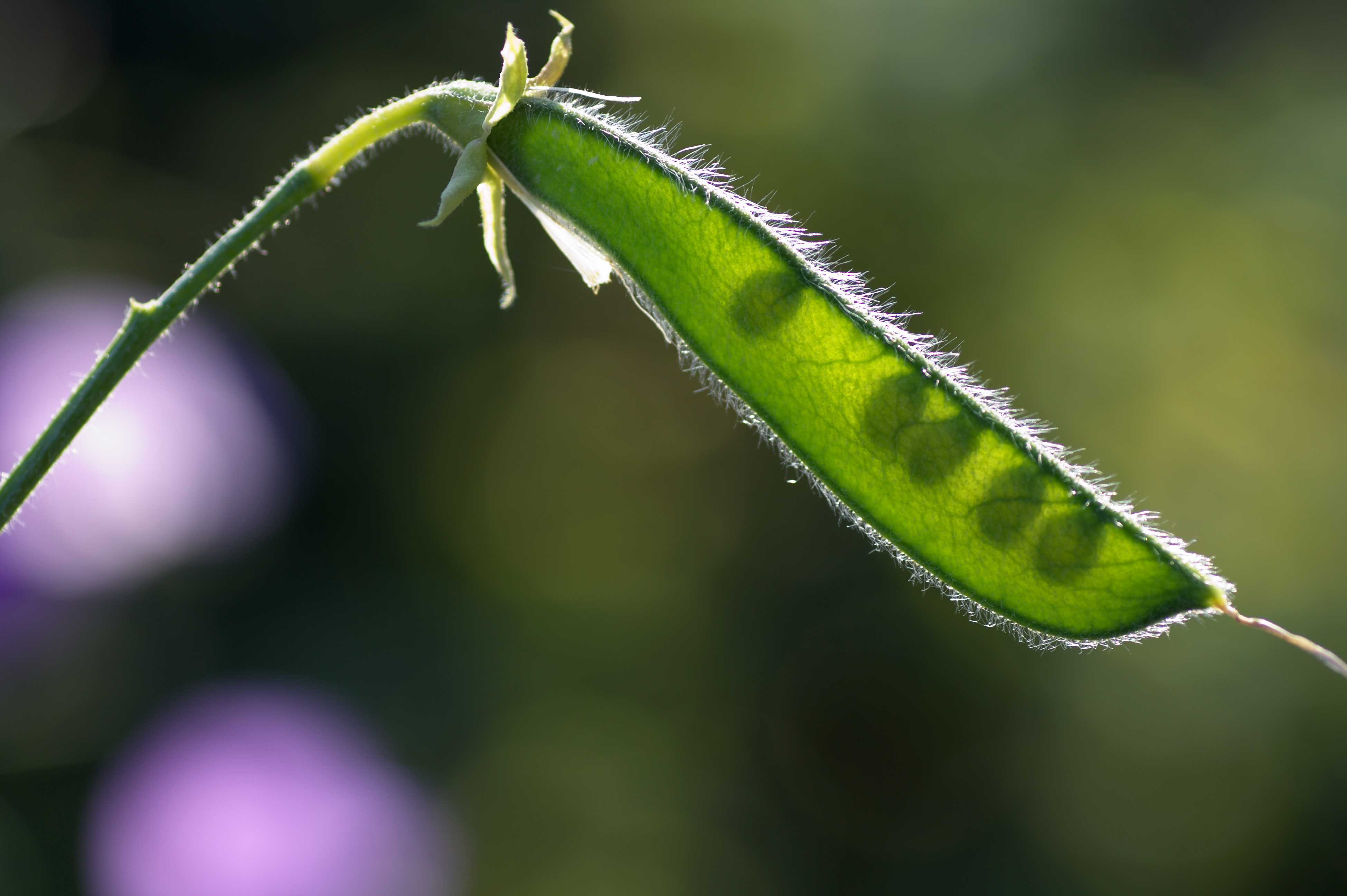
Lusk

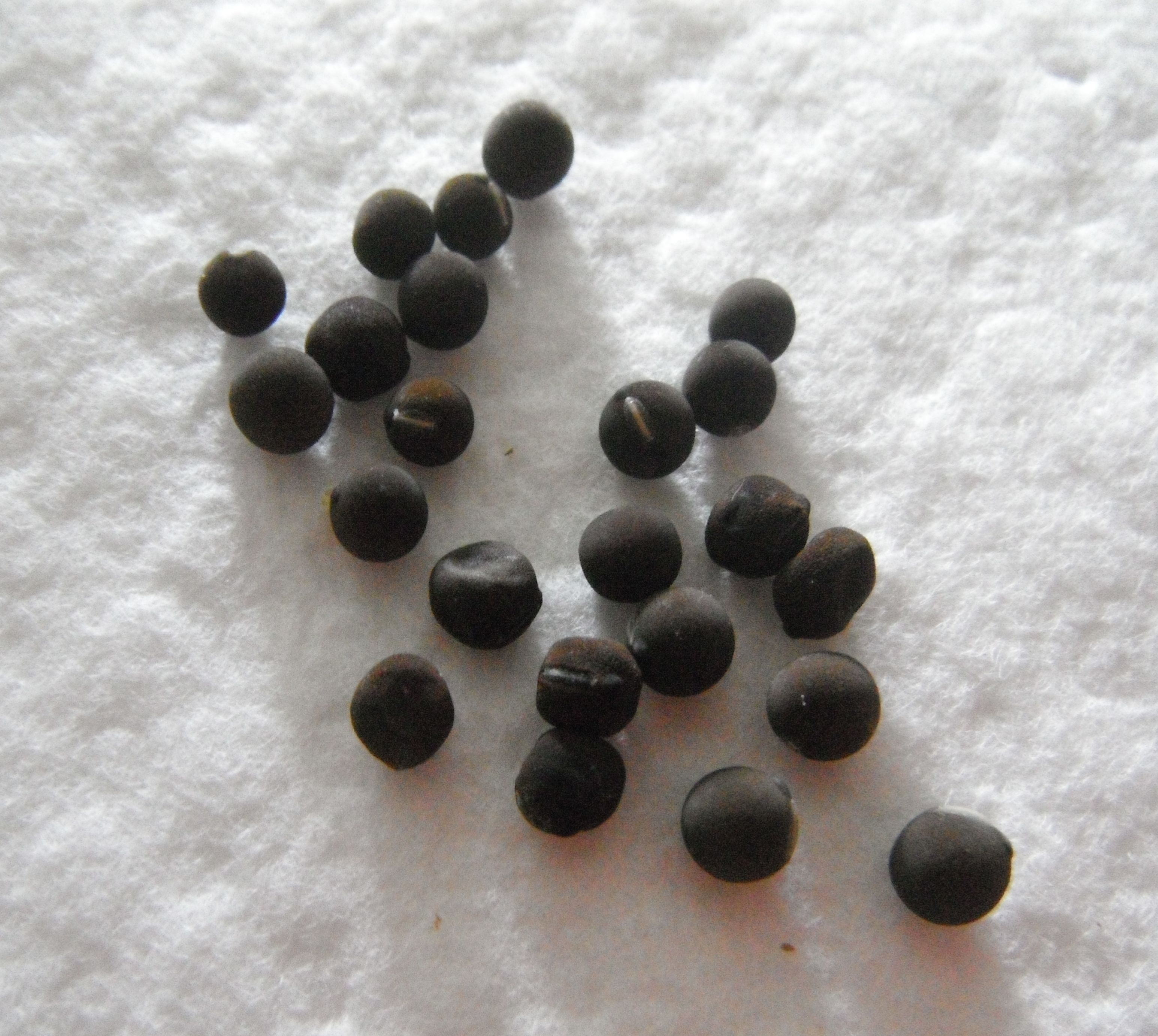
Semena

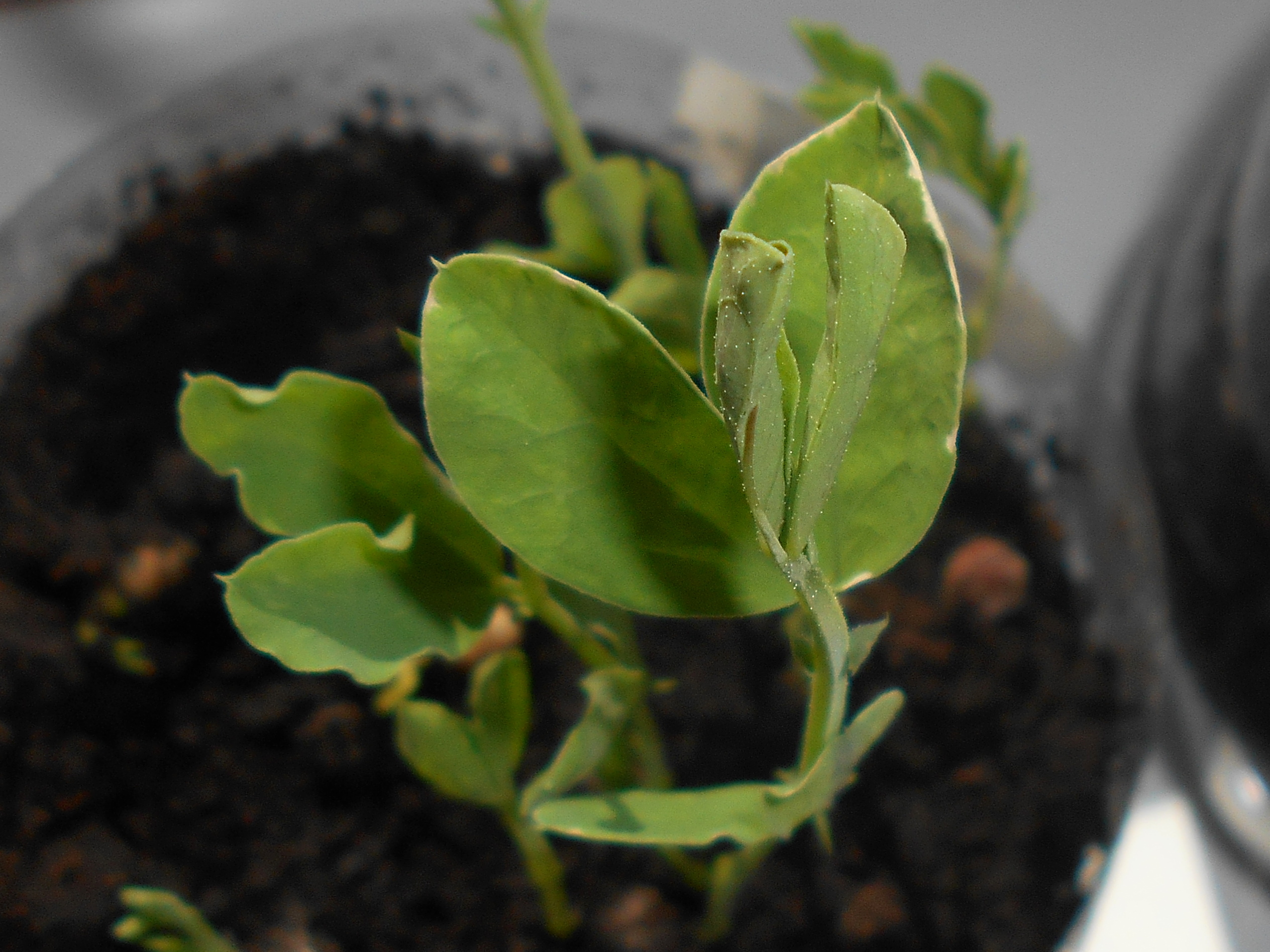
Semenáč

Hrachor vonný (Lathyrus odoratus) je jednoletá, popínavá, až do výšky 2 m dorůstající bylina, pěstovaná v zahradách pro purpurové květy. Tato okrasná rostlina je v Česku nepůvodní druh, příležitostný neofyt, který v mírných a subtropických oblastech občas zplaňuje. V kultuře se pěstuje jako popínavá bylina se silně voňavými květy jemných pastelových barev.

## Rozšíření
Rostlina má jen málo rozlehlý původní areál, který zabírá pouze pevninskou Itálii a ostrov Sicílii. Druhotně se hrachor vonný rozšířil téměř do celé Evropy, na sever Afriky, v Asii na Indický subkontinent a Korejský poloostrov, na jih Austrálie a na ostrovy Nový Zéland i Nová Guinea. Na americkém kontinentu roste ve Spojených státech amerických, ve Střední Americe, na ostrovech Karibiku i na západě Jižní Ameriky.
Bylina uniklá ze zahrad se obvykle vyskytuje v blízkosti skládky zahradního odpadu, poblíž lidských sídel a cest, případně roste na ruderálních stanovištích, podél zdí, plotů nebo řidčeji v nepříliš vzdálených křovinách a lesních lemech.

## Ekologie
Roste nejlépe na teplém a slunném stanovišti v půdě výživné, vápnité, průběžně vlhké a středně těžké. Na místech suchých nebo naopak zamokřených vytváří jen krátké lodyhy a malý počet drobných květů, také nesnáší chlad a mráz. Kvete od června do srpna, zůstává zelená do podzimu. Žije v symbióze s půdními bakteriemi rodu (Rhizobium) zabydlenými na kořenech, které obohacují půdu o vzdušný dusík, část ho spotřebuje sama rostlina a zbytek poslouží ostatním.

## Popis
Jednoletá rostlina, vyrůstající z dlouhých, tenkých kořenů, jenž má lodyhu poléhavou nebo v případě blízké opory popínavou. Lodyha bývá dlouhá 50 až 150 cm, v ideálním prostředí až 200 cm, je hranatá, dvoukřídlá a drsně chlupatá. Na lodyze střídavě vyrůstají listy s křídlatým řapíkem, jsou složené, mají jeden pár vstřícně vyrůstajících lístků a osu listu zakončenou rozvětveným úponkem, palisty listů jsou polostřelovité až kopinaté. Lístky s krátkými řapíčky jsou podlouhlé až vejčité, světle zelené či nasivělé, dlouhé 2 až 2,5 cm a široké 1 až 3 cm, na bázi jsou náhle zúžené a na vrcholu mají nasazenou špičku a oboustranně jsou na povrchu drsně chlupaté. Úponky jsou citlivé na dotek a schopné oporu k popínaní vyhmatat.
Úžlabní hroznovité květenství, tvořeno průměrně třemi či čtyřmi silně vonnými květy, vyrůstá na chlupatých a hranatých stopkách dlouhých 6 až 18 cm. Květy, se záhy opadávajícími listeny, jsou přímo odstálé, stopkaté, bílé nebo v různých odstínech a kombinacích barev žluté, růžové, červené, fialové, vzácně i modré. Mají zelený, vytrvalý, souměrný, zvonkovitý kalich s nestejnými cípy delšími než trubka. Opadavá motýlovitá koruna, dlouhá 2 až 3 cm, má pět lístků v různých odstínech barev modré, růžové a fialové, nebo je bílá. Střední, největší lístek je velká okrouhlá pavéza, dva sousední lístky jsou křídla a zbylé dva, nejmenší, tvoří člunek. Devět tyčinek má spolu srostlé nitky a pouze jedna je volná, chlupatý semeník obsahuje mnoho vajíček, zploštělá ochlupená čnělka nese kulovitou bliznu. Květ je opylován hmyzem, jen ojediněle jej navštěvují včely, příčinou jsou těsně uzavřené okvětní lístky, které včelky nedokážou otevřít.
Plod je světle hnědý až šedohnědý lusk obsahující četná semena. Lusk bývá dlouhý 7 až 10 cm, široký 0,8 až 1 cm, je ostře štětinatě chlupatý, pukavý a otvírá se v obou švech. Zralá semena jsou kulovitá až slabě zploštělá, průměrně 0,5 cm velká, ve zralosti hnědá a jemně bradavčitá. Přirozeně se rozšiřují vypuzením z pukavého lusku, na delší vzdálenost například následným odplavením povrchovou vodou. Bylina se rozmnožuje nejčastěji semeny, která se při pěstování vkládají do půdy k opěrné konstrukci již v dubnu, obvykle do hnízd po dvou až třech semenech. Mladé semenáče špatně snášejí mráz.

## Možnost záměny
Obdobně jako hrachor vonný existují i další tři velmi podobné druhy, které mají okřídlené lodyhy, dva vstřícně vyrůstající lístky a osu listu zakončenou úponkem. Jsou to: hrachor širolistý (Lathyrus latifolius) který se odlišuje lysým semeníkem i lusky a tužšími lístky a palisty než má hrachor vonný. Dále je to hrachor lesní (Lathyrus sylvestris) který se liší krátkými úzce kopinatými lístky (asi 1,5 cm), menšími květy (1,2 až 1,8 cm) a lysými semeníkem i lusky. A třetím podobným druhem je hrachor chlupatý (Lathyrus hirsutus), jenž je odlišný menšími květy (do 1,5 cm), podlouhle kopinatými lístky a neokřídleným řapíkem listů.

## Toxicita
Semena hrachoru vonného jsou při déletrvající konzumaci toxická, obsahují škodlivé aminokyseliny, otrava se projevuje celkovou slabostí a omezením pohyblivostí. Také některá zvířata jsou na dlouhodobé krmení hrachorem vonným citlivá, především koně. Rostlina obsahuje několik škodlivých toxinů, například kyselinu beta- (N) -oxalylamino-L-alaninová (BOAA), což je neurotoxin, který při déletrvající konzumaci způsobuje neurolathyrismus, onemocnění vedoucí k bolesti a slabosti svalů, obrně, degeneraci míchy a případně i k smrti. Dalším toxinem je beta-aminopropionitril (BAPN), který se při dlouhodobém požívání podílí na onemocnění osteolathyrismu, degradaci kolagenu v těle, deformaci skeletu a degenerativní artritidě.

## Význam
Hrachor vonný se často se pěstuje v zahradách a na balkónech v mnoha barevných formách jako dekorativní popínavá letnička. Kromě poskytování estetického přínosu, krásy a vůně květů, je vhodný i k zakrytí plotů, zídek, zábradlí, nevzhledných dočasných staveb, kompostů a podobně.
V evropských zahradách se hrachor vonný začal pěstovat počátkem 18. století a v 19. již vznikaly prvé vyšlechtěné formy, kterých dnes existuje nepřeberné množství. Bylo vytříbeno mnoho kultivarů, některé z nich jsou vhodné dokonce k rychlení nebo k řezu květin do vázy.

## Galerie
Květy hrachoru vonného na květinové výstavě v Tatton Parku (Knutsford, Cheshire, UK)

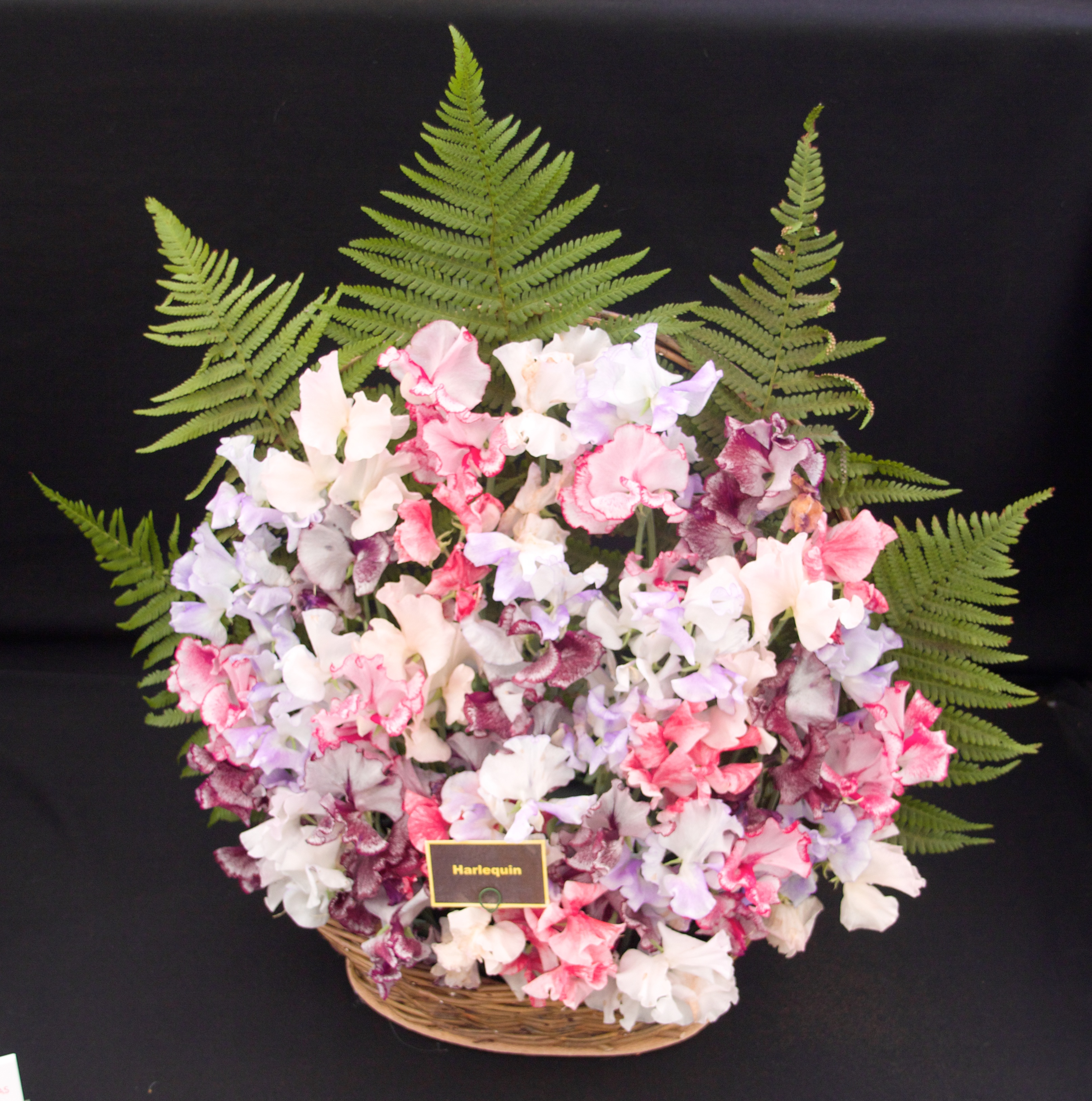
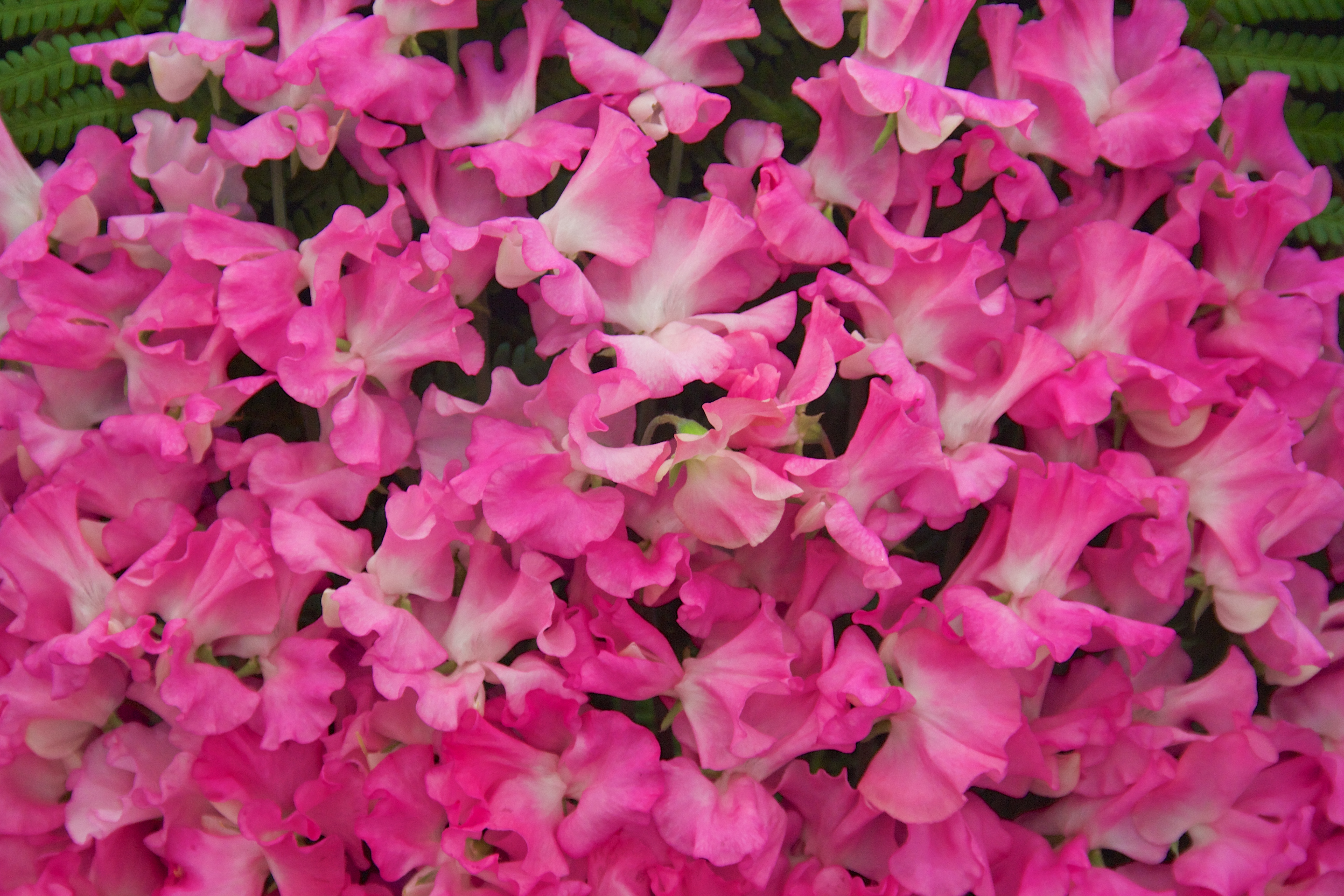
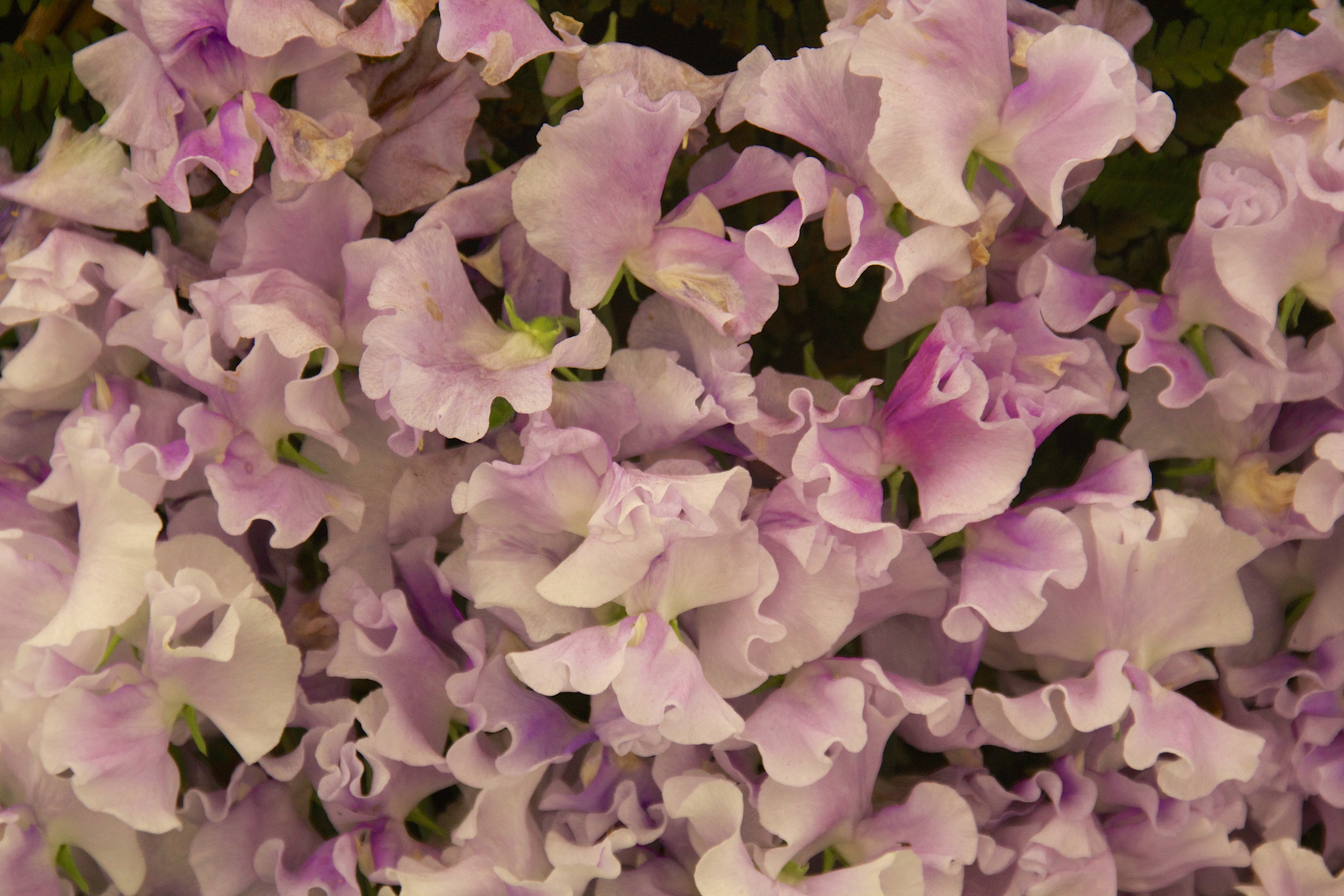
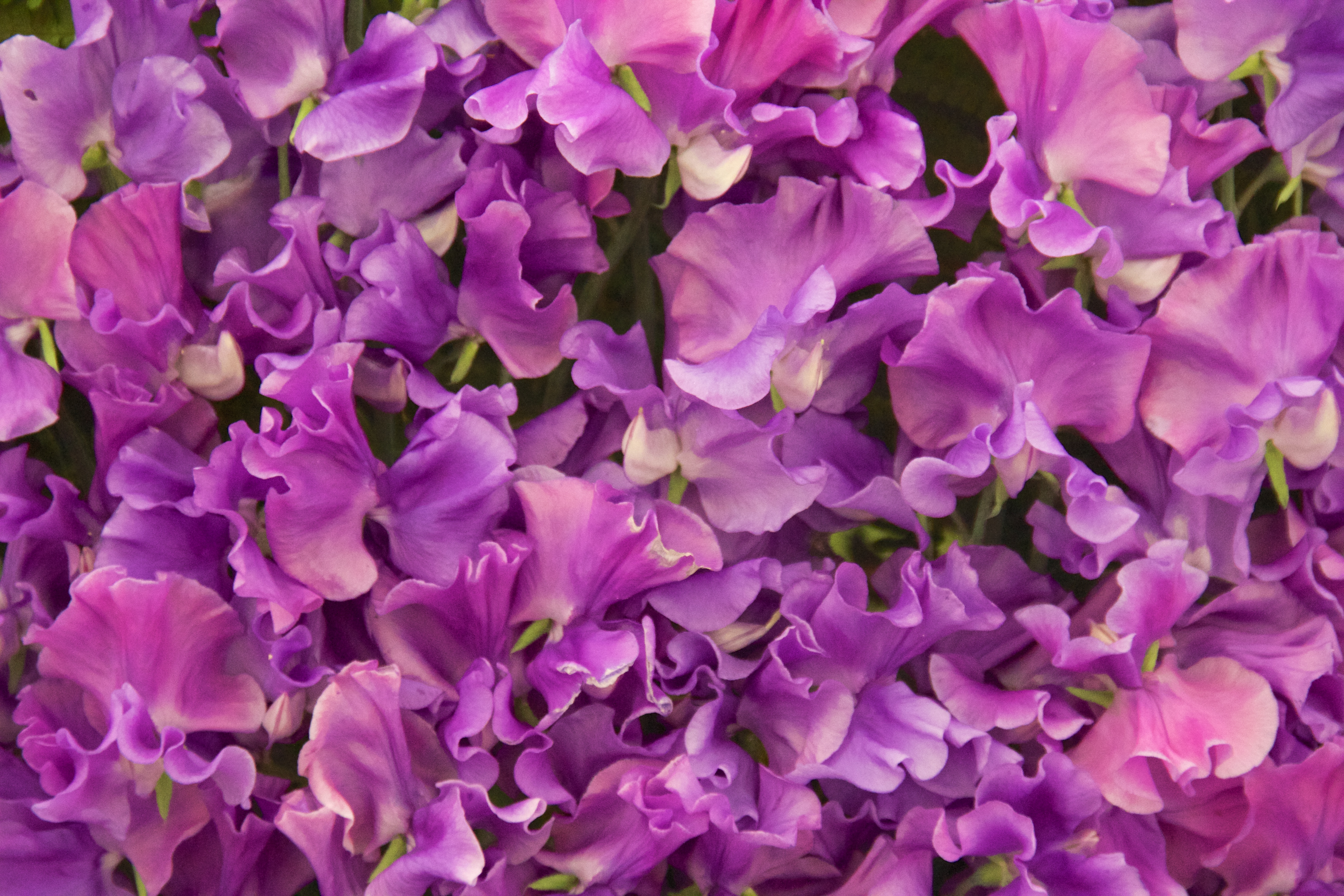
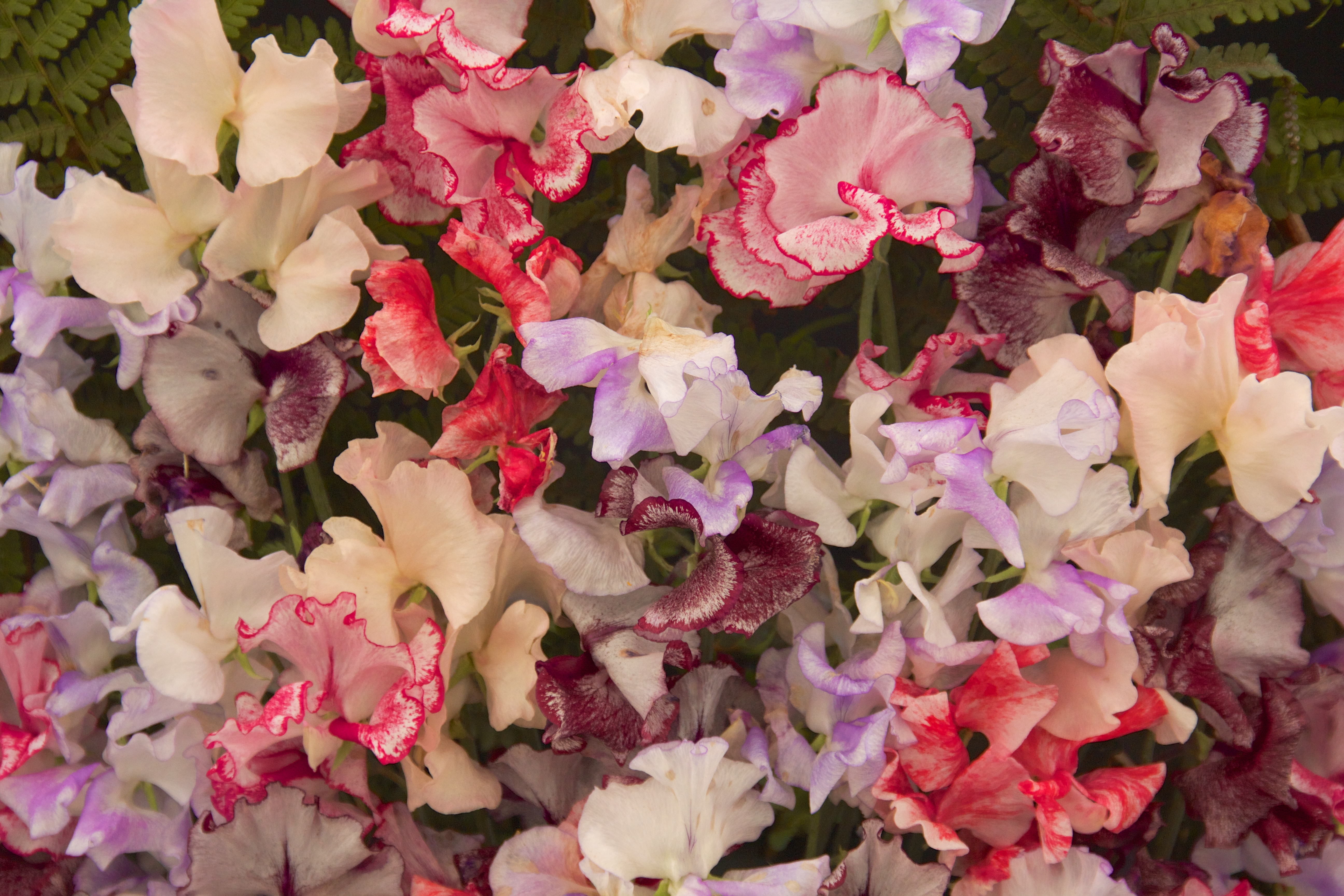